# Irota
Irota este un sat în districtul Edelény, județul Borsod-Abaúj-Zemplén, Ungaria, având o populație de 81 de locuitori (2011). 

## Demografie
Componența etnică a satului Irota
     Maghiari (61,82%)
     Ruteni (38,18%)
Componența confesională a satului Irota
     Greco-catolici (46,91%)
     Romano-catolici (27,16%)
     Fără religie (4,94%)
     Reformați (3,7%)
     Necunoscută (17,28%)
Conform recensământului din 2011, satul Irota avea 81 de locuitori. Din punct de vedere etnic, majoritatea locuitorilor (61,82%) erau maghiari, cu o minoritate de ruteni (38,18%). Nu există o religie majoritară, locuitorii fiind greco-catolici (46,91%), romano-catolici (27,16%), persoane fără religie (4,94%) și reformați (3,7%). Pentru 17,28% din locuitori nu este cunoscută apartenența confesională.